# Tony Krier
Antoine (Tony) Krier (Ciutat de Luxemburg, 21 de juliol de 1906 - Howald, 22 de setembre de 1994) fou un periodista i fotogràf luxemburguès.
Tony Krier va ser fotògraf de la Cort, va treballar per al diari Luxemburger Wort i va editar àlbums amb les seves fotografies. Els seus temes eren retrats i paisatges. Molt famosos són també els dos llibres il·lustrats publicats immediatament després de la Segona Guerra Mundial Luxembourg Martyr 1940-1945, dedicat als pobles destruïts a Luxemburg durant la batalla de les Ardenes. Quan l'Alta Autoritat de la CECA es va establir el 1952 a Luxemburg, va ser amb Théo Mey, un dels reporters fotogràfics més actius. Les seves escenes d'aquest període s'han salvat i van seguir apareixent a les principals llibreries.
Algunes de les seves 400.000 fotografies s'emmagatzemen a la Fototeca de Ciutat de Luxemburg.

## Obres editades
- D'Jorhonnertfeier 1939 am Bild.
- Mam Pierre Hentges a Joseph Kanivé (Texter), 1945. Luxembourg Martyr 1940-1945. 2 Bänn.
- Le Souverain et son peuple (1965).
- Mam Jemmy Koltz, 1975. Les châteaux historiques du Luxembourg.
- La vie d'une grande dame. 1986.